# Merkurtransit

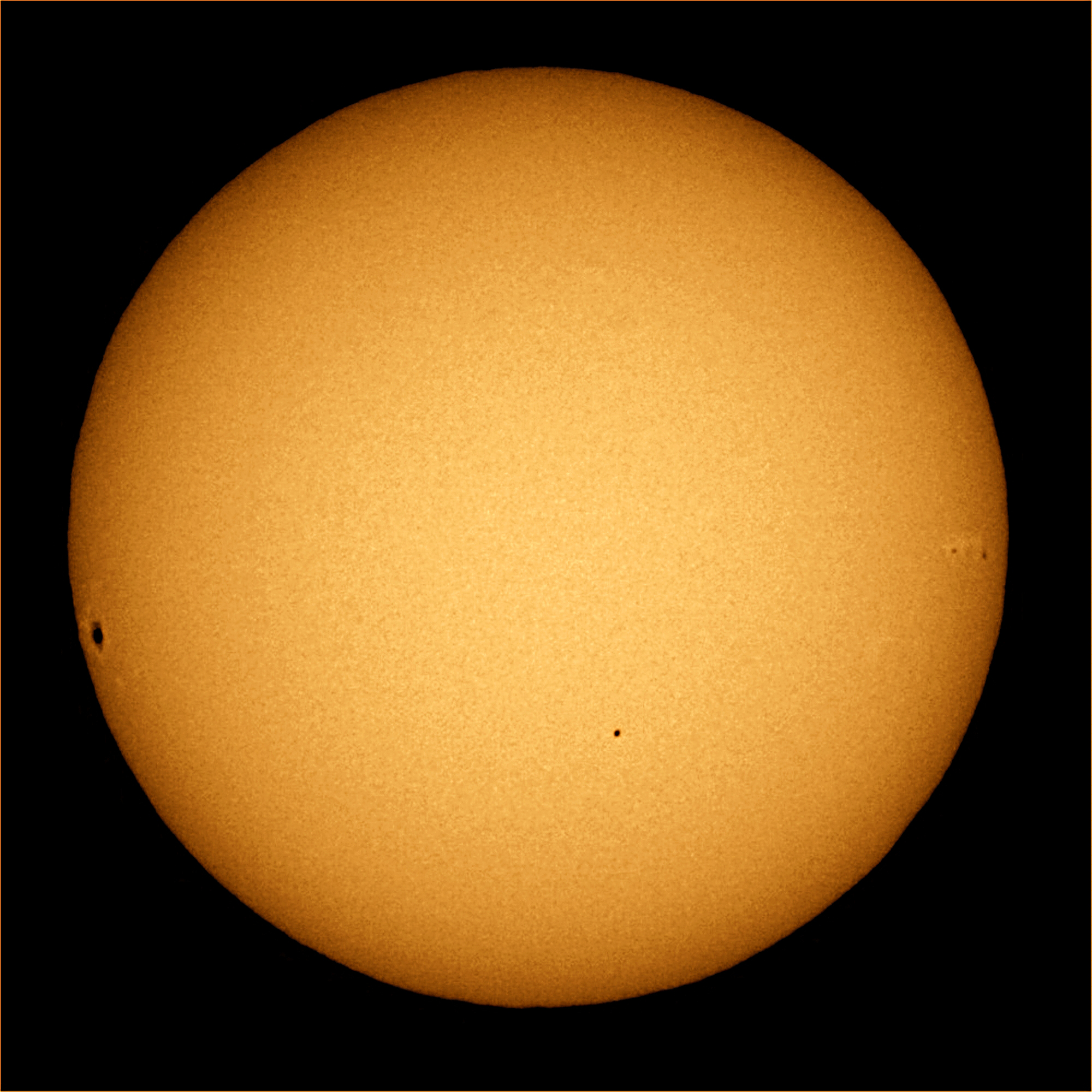
Der Transit des Merkurs am 8. November 2006

Ein Merkurtransit (von lateinisch transitus ‚Durchgang‘, ‚Vorübergang‘), auch Merkurdurchgang oder Merkurpassage, ist ein Vorbeiziehen des Planeten Merkur vor der Sonne. Dabei wandert Merkur als winziger schwarzer Punkt innerhalb mehrerer Stunden über die Sonnenscheibe. Insgesamt kommt es 13- oder 14-mal pro Jahrhundert zu einem Merkurdurchgang. Wegen der geringen scheinbaren Größe des Planeten ist ein Merkurtransit mit dem bloßen Auge nicht zu sehen. Als erster Mensch beobachtete Pierre Gassendi am 7. November 1631 einen Merkurdurchgang, nachdem Johannes Kepler einen solchen erstmals 1629 vorausberechnet hatte.

## Himmelsmechanische Grundlagen

Neigung der Merkurbahn gegen die Erdbahn

Bei einem Merkurtransit stehen Sonne, Merkur und Erde fast exakt in einer Linie. Das Prinzip dieser seltenen planetaren Konstellation gleicht dem einer Sonnenfinsternis, bei der sich der Mond vor die Sonne schiebt und diese verdunkelt. Im Gegensatz zu einer Sonnenfinsternis ruft ein Merkurtransit allerdings keine Verfinsterung auf der Erde hervor, da der Merkur nur maximal 0,004 Prozent der Sonnenfläche bedeckt. Bei Sonnenfinsternissen kann der Mond dagegen die ganze Sonne verdecken. Der Merkur ist von der Erde aus während des Transits als winziger Punkt (mit Vergrößerung als kleine Scheibe) zu sehen, der innerhalb mehrerer Stunden von Ost nach West (links nach rechts) über die Sonnenscheibe wandert.
Die Konstellation, bei der ein Transit auftreten kann, heißt untere Konjunktion. Da sich der Merkur mit einer siderischen Umlaufzeit von ca. 88 Tagen deutlich schneller um die Sonne dreht als die Erde, kommt es etwa alle 108 bis 130 Tage dazu, dass der Merkur die Erde auf seiner weiter innen im Sonnensystem gelegenen Bahn überholt. Allerdings führt eine Konjunktion nicht jedes Mal zu einem Transit, da der Merkur nicht genau in der Erdbahnebene (Ekliptik) um die Sonne läuft, sondern seine Bahn um 7° zur Ekliptik geneigt ist. Dadurch zieht der Planet bei einer Konjunktion meistens ober- oder unterhalb der Sonnenscheibe vorbei. Die Merkurbahn schneidet die Erdbahn nur in den beiden Bahnknoten. Damit der Merkur also vor der Sonne vorbeiziehen kann, muss eine untere Konjunktion in unmittelbarer Nähe eines der beiden Knoten stattfinden.
Ein Merkurtransit kann einen Abstand von 3½, 7, 9½ oder 13 Jahren zum vorherigen Transit aufweisen, ganz selten (November 1993 bis November 1999) sind es 6 Jahre. Ein Zyklus der Merkurdurchgänge wiederholt sich in etwa alle 46 Jahre. In dieser Zeit haben 46 Umläufe der Erde und 191 Umläufe des Merkurs um die Sonne stattgefunden. Danach steht Merkur, von der Erde aus gesehen, wieder an exakt derselben Position; die Abweichung von diesem Zyklus beträgt lediglich 0,34 Tage.
Die beiden Knoten der Merkurbahn befinden sich bei etwa 46° und 226° ekliptikaler Länge, wo sich die Erde etwa am 10. November und am 7. Mai befindet. Transite am aufsteigenden Knoten finden somit im November, solche am absteigenden Knoten im Mai statt. Dabei kann ein deutlicher Unterschied zwischen der Häufigkeit von Transiten an den beiden Knoten beobachtet werden. Während sich etwa zwei Drittel aller Merkurdurchgänge am aufsteigenden Knoten im November ereignen, entfällt nur ein Drittel auf Mai und somit auf den absteigenden Knoten. Dies ist ebenfalls durch die hohe Exzentrizität der Merkurbahn begründet. Bei einem Durchgang im November befindet sich Merkur weiter entfernt von der Erde als bei einem Durchgang im Mai. Hierdurch ist noch bei einem größeren Abstand des Merkurs zum Bahnknoten während einer unteren Konjunktion ein Durchgang möglich als bei einer unteren Konjunktion im Mai. Da sich die Bahnknoten des Planeten Merkur langsam zu größeren Werten der ekliptikalen Länge verschieben, verschieben sich auch die Termine für die Merkurdurchgänge im Laufe der Jahrhunderte zu immer späteren Kalenderdaten. So werden ab dem Jahr 3426 Merkurtransite erst im Juni und Dezember stattfinden.
Außerdem dauern Transite im Mai länger als November-Transite, da sich der Merkur bei Mai-Transiten fast am sonnenfernsten Punkt seiner Bahn, dem Aphel, befindet und somit nahezu seine kleinstmögliche Geschwindigkeit besitzt. Im Gegensatz dazu befindet sich der Merkur bei November-Transiten nur wenige Tage vor dem Perihel, dem sonnennächsten Punkt seiner Bahn, und hat damit fast seine höchstmögliche Bahngeschwindigkeit. Auch hier spielt die hohe Exzentrizität eine Rolle, da bei höherer Exzentrizität als Folge des zweiten Keplerschen Gesetzes die Bahngeschwindigkeit im Laufe eines Umlaufs stärker schwankt. Im Perihel ist die Bahngeschwindigkeit des Planeten mit 59 km/s über 50 % höher als im Aphel mit 38,9 km/s.
Der Merkurtransit vom 8. November 2006 war nur von Ozeanien und von der Westküste Nordamerikas aus vollständig zu sehen. In Europa fiel der Zeitpunkt des Transits in die Nacht und war daher dort nicht zu beobachten. Von Europa aus vollständig zu verfolgen war der Merkurdurchgang am 7. Mai 2003; er dauerte etwa 5 h 20 min. Der Transit am 9. Mai 2016 war in Europa vollständig zu sehen. Der Transit am 13. November 2032 (Samstag) kann im deutschsprachigen Raum fast überall direkt nach Sonnenaufgang beobachtet werden, lediglich im äußersten Nordwesten Deutschlands (Ostfriesland, Flensburg) wenige Minuten nach Sonnenaufgang.

## Ablauf eines Merkurtransits

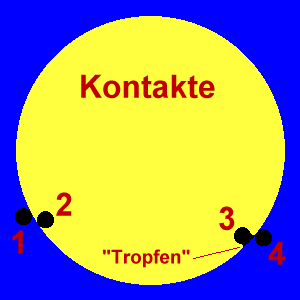
Schema der vier Kontakte eines Transits

Beim Merkurtransit unterscheidet man – wie bei jedem Planetentransit vor der Sonne – vier Kontakte:
Der erste Kontakt stellt die erste Berührung der kleinen Planetenscheibe mit der Sonne und damit den Beginn des Transits dar. Nur wenige Sekunden später ist bei Kenntnis der genauen Lage auf dem Sonnenrand die zugehörige Eindellung erkennbar. Als zweiten Kontakt bezeichnet man den Zeitpunkt, zu dem die Merkurscheibe erstmals komplett vor der Sonne steht und sich vom Sonnenrand löst. Die Phase zwischen dem ersten und dem zweiten Kontakt wird als Eintritt bezeichnet, sie dauert bei einem Merkurtransit nur zwischen einer und vier Minuten. Danach wandert der Planet scheinbar vor der Sonne her. Der dritte und vierte Kontakt stellen eine Umkehr der ersten beiden Kontakte dar. Beim dritten Kontakt beginnt der Austritt, der mit dem vierten Kontakt beendet ist, womit auch der ganze Transit endet.
Unmittelbar nach dem zweiten und kurz vor dem dritten Kontakt kann bei einem Merkurdurchgang das Tropfenphänomen (black drop effect) beobachtet werden.
Eine wissenschaftsgeschichtliche Bedeutung erlangte die Beobachtung der Merkurdurchgänge der Jahre 1999 und 2003. Drei US-amerikanische Astronomen versuchten bei diesen Gelegenheiten, das Tropfenphänomen nachzuweisen. Sie verwendeten dazu das Weltraumteleskop TRACE. Es gelang ihnen, das Tropfenphänomen nachzuweisen, obwohl Merkur keine Atmosphäre besitzt. Damit widerlegten sie die bisherige, anlässlich von Venustransits gewonnenen Ansicht, dass dieses Phänomen durch eine Planetenatmosphäre verursacht wird. Heute ist bekannt, dass das Tropfenphänomen durch das begrenzte optische Auflösungsvermögen der eingesetzten Teleskope hervorgerufen wird.

## Historische Merkurdurchgänge

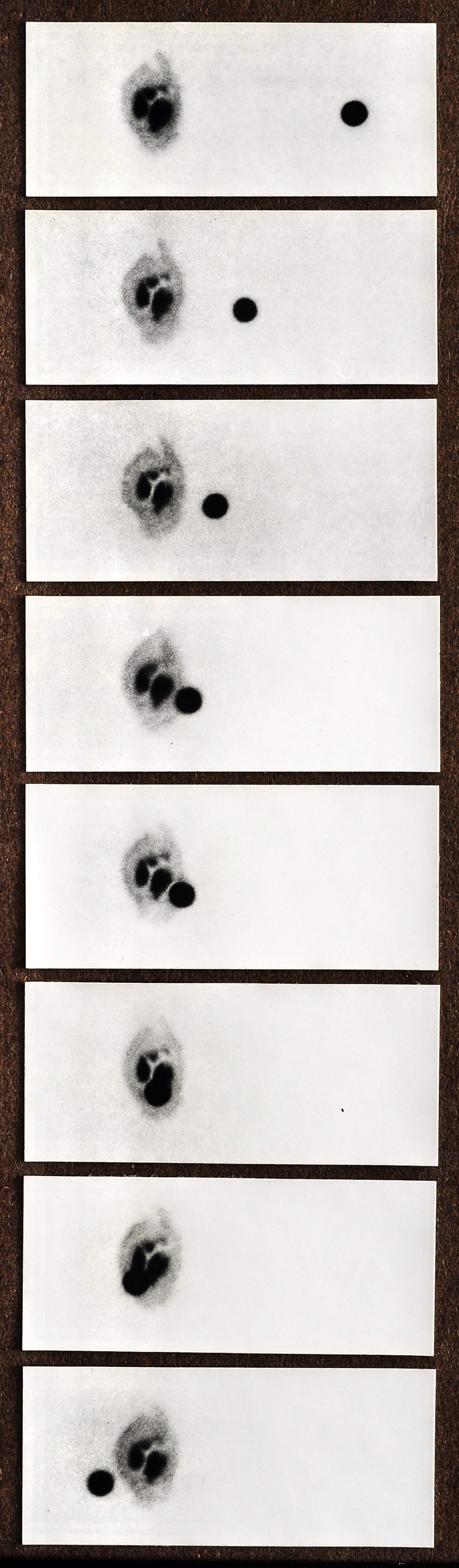
Merkur überquert eine Sonnenflecken-Gruppe am 9. Mai 1970. Analog-Fotografie in 1700 m Höhe auf dem Vulkan Ätna, Sizilien

Da ein Merkurtransit nicht mit bloßem Auge ohne Vergrößerung durch optische Hilfsmittel beobachtbar ist, sind aus der Zeit vor der Erfindung des Teleskops zu Beginn des 17. Jahrhunderts keine Beobachtungen von Merkurtransits bekannt. So glaubte der im 12. Jahrhundert lebende marokkanische Astronom Alpetragius, der Merkur sei transparent, da man ihn nie vor der Sonne vorbeiziehen sehe. Allerdings gab es auch zuvor Beobachtungen, die fälschlicherweise als Merkurtransit interpretiert wurden; beispielsweise berichtete Einhard in den Angelsächsischen Chroniken, dass im März 807 Merkur acht Tage lang vor der Sonnenscheibe vorbeigezogen sein soll. In Wirklichkeit muss er Zeuge eines außergewöhnlich großen Sonnenflecks geworden sein, der mit dem bloßen Auge sichtbar war.
Die erste exakte Berechnung eines Merkurtransits gelang dem deutschen Astronomen Johannes Kepler 1629 mithilfe der 1627 fertiggestellten Rudolfinischen Tafeln, in denen er die Planetenstellungen deutlich genauer vorhersagte, als sie in den zuvor verwendeten Tafeln angegeben waren. Er sagte mithilfe der Tafeln einen Merkurdurchgang für den 7. November 1631 voraus, bei dem seine Berechnungen nur um etwa fünf Stunden vom tatsächlichen Transit abwichen. Kepler starb allerdings im November 1630 und konnte daher den Merkurtransit nicht mehr selbst beobachten. Am 7. November 1631 observierte der Franzose Pierre Gassendi (zur gleichen Zeit wie zwei andere Personen an anderen Orten) von Paris aus den Merkurdurchgang. Dabei bestimmte er den Durchmesser des Merkurs mit etwa 20 Bogensekunden, was den zuvor von Tycho Brahe bestimmten Wert von 130 Bogensekunden deutlich unterschritt. Johannes Hevelius maß beim Merkurtransit von 1661 sogar einen noch kleineren Durchmesser als Gassendi. Er sah außerdem das Auftreten des Transits an dem Tag, an dem die auf Basis elliptischer Bahnen berechneten Tafeln es vorausgesagt hatten, als einen Beweis für die Richtigkeit des ersten Keplerschen Gesetzes an, nach dem sich Planeten auf elliptischen Bahnen um die Sonne bewegen.
Am 7. November 1677 gelang es dem britischen Astronomen Edmond Halley, exakte Messungen des zu diesem Zeitpunkt stattfindenden Merkurtransits vorzunehmen. Zu dieser Zeit befand er sich auf der Atlantikinsel St. Helena, um dort einen Katalog der Sterne des Südhimmels zu erstellen. Außerdem bemerkte er bei diesem Durchgang, dass sich ein solcher dazu eignet, die Länge der Astronomischen Einheit (der Distanz zwischen Sonne und Erde) zu berechnen. Allerdings stellte er fest, dass die Merkurscheibe zu klein ist, um exakte Ergebnisse zu erhalten und für ein solches Vorhaben stattdessen ein Venustransit besser geeignet wäre. Das wurde später von französischen Astronomen bestätigt, welche die Merkurdurchgänge von 1723 und 1753 beobachteten und ebenfalls nur sehr ungenaue Ergebnisse erreichten.
Somit konzentrierte man sich bei späteren Transiten darauf, die kleine Scheibe des Merkurs selbst zu beobachten. Man untersuchte vor allem, ob der Planet einen Mond besitzt, außerdem suchte man Nachweise für eine Atmosphäre und versuchte, weitere Phänomene bei einem Transit festzustellen. Die Suche nach einem Mond blieb vergeblich.
Bis die Raumsonde Mariner 10 im März 1974 als erste Raumsonde den Merkur erreichte und dabei feststellte, dass der Planet keine Atmosphäre besitzt, war die Suche nach Beweisen für eine Atmosphäre des Planeten eines der wichtigsten wissenschaftlichen Ziele bei der Beobachtung eines Merkurtransits. Beim Merkurdurchgang von 1736 bemerkte ein französischer Beobachter einen glänzenden Ring um die schwarze Scheibe. Diese Beobachtung wurde 1799 von mehreren Beobachtern bestätigt (unter anderem der Deutsche Johann Hieronymus Schroeter); auch 1832, als von einem Ring mit violettem Farbton berichtet wurde, und 1868, als William Huggins eine Lichthülle zu sehen glaubte, die etwa halb so breit war wie der scheinbare Durchmesser des Planeten. Diese Phänomene sind bis heute nicht endgültig geklärt, allerdings kann keine Atmosphäre dafür verantwortlich gemacht werden. Es wird vermutet, dass diese Beobachtungen entweder auf Beugung zurückzuführen sind oder durch die Ungenauigkeit der Beobachtungsinstrumente erklärbar sind, durch die auch das Tropfenphänomen verursacht wird.
Bessel konnte während des Merkurtransits von 1832 zeigen, dass auch der Merkur – ähnlich wie bei den Venustransits – am Sonnenrand eine Formveränderung zeigt, die heute als Tropfenphänomen bezeichnet wird, wobei für den atmosphärefreien Merkur eine atmosphärische Ursache ausscheidet. Die zusammen mit Argelander simultan an zwei Instrumenten durchgeführten Beobachtungen belegten auch, dass der Effekt instrumentenabhängig ist.
Huggins beobachtete 1868 neben der Lichthülle einen leuchtenden Punkt auf der Merkurscheibe. Auch diese Beobachtung wurde im Laufe der Geschichte mehrmals überliefert. Erstmals erwähnt wurde ein solcher Punkt auf der Merkurscheibe vom Deutschen Johann von Wurzelbau 1697. Beim Merkurdurchgang von 1799 beobachteten Schroeter und sein Assistent Karl Ludwig Harding gräuliche Punkte auf der Scheibe des Planeten, auch bei späteren Durchgängen wurden ähnliche Beobachtungen von anderen Astronomen gemacht. Seit dem späten 19. Jahrhundert wird allerdings von keiner derartigen Beobachtung mehr berichtet, sodass auch sie wahrscheinlich auf ungenaue Optik zurückzuführen ist.

## Besondere Formen des Merkurtransits

### Zentraler Transit

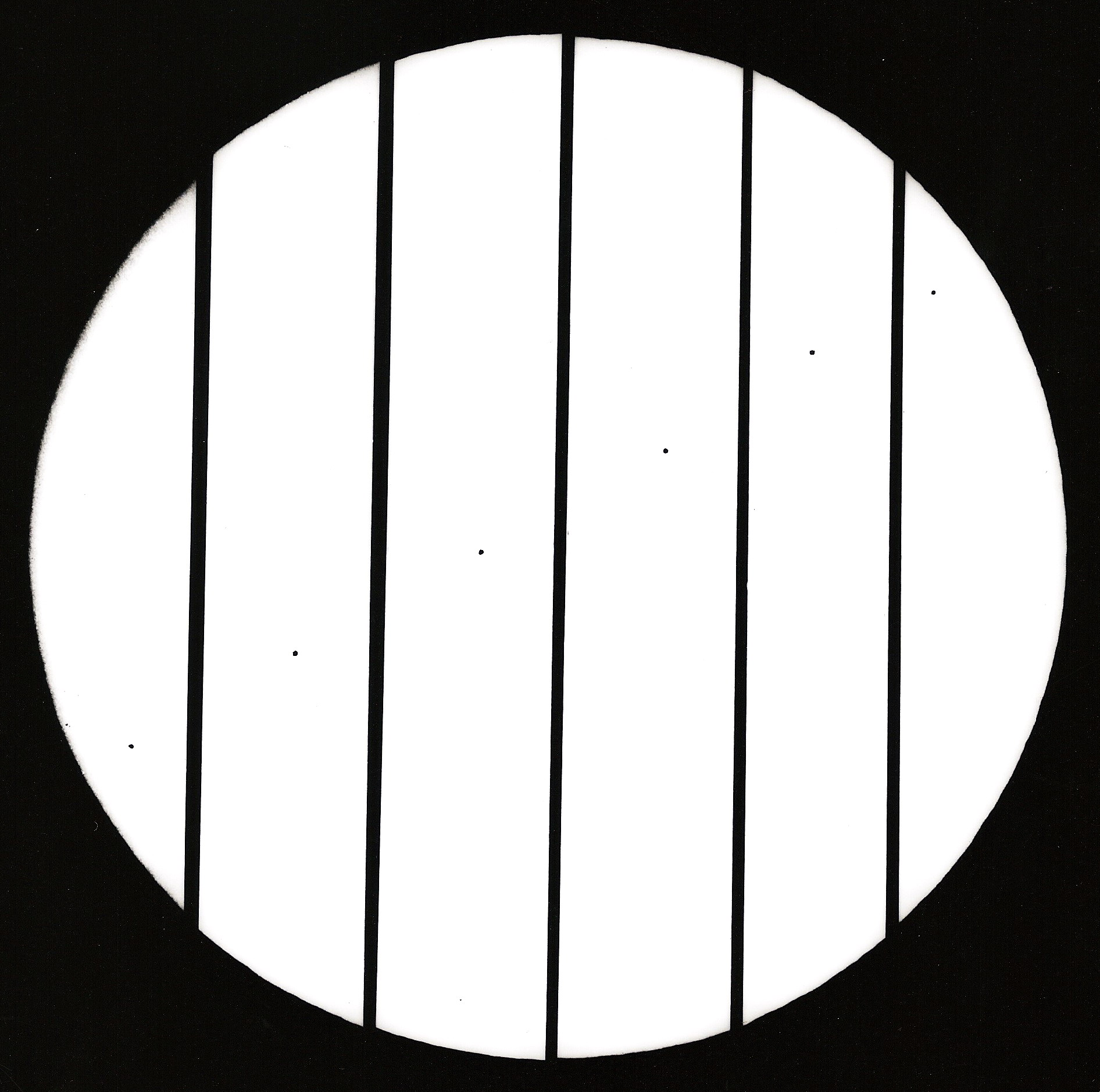
Sehr seltener, fast zentraler Merkurdurchgang vom 10. November 1973. Fotografiert in der Schweiz.

Berechnet man den Mittelwert aller bisherigen Transite seit 1600, hatte die Transitlinie der Merkurscheibe einen durchschnittlichen minimalen Abstand von gut 500 Bogensekunden (8′ 20″) vom Zentrum der Sonnenscheibe. Das ist ungefähr das 45fache der scheinbaren Größe des Planeten vor der Sonne (11″) und etwa ein Viertel der scheinbaren Größe der Sonne (32′) selbst. Der Merkur zieht also in seinem durchschnittlichen minimalen Abstand etwa auf der Hälfte zwischen dem Mittelpunkt und dem Rand der Sonne vorbei.
In den letzten vier Jahrhunderten gab es insgesamt fünf Merkurtransite, die in ihrem minimalen Abstand weniger als 100 Bogensekunden (1′ 40″) am Zentrum der Sonne vorbeizogen. Am nächsten dem Zentrum war der Transit vom 10. November 1973, der einen minimalen Abstand von nur 26,4 Bogensekunden zum Zentrum besaß und damit einem zentralen Transit sehr nahekam. Ein Transit, bei dem die kleine Scheibe des Planeten das genaue Zentrum der Sonne durchquert, ist zwar theoretisch möglich, statistisch aufgrund der geringen Größe des Merkurs allerdings sehr unwahrscheinlich.
Am 11. November 2019 näherte sich Merkur dem Zentrum bis auf 75,9″. Der Transit am 12. November 2190 wird mit einer minimalen Distanz zum Zentrum von 9,1 Bogensekunden der einem zentralen nächstkommende Transit dieses Jahrtausends sein. Der letzte Merkurtransit mit einem noch geringeren Abstand (7,2 Bogensekunden) fand dagegen am 21. April 1056 statt.

### Streifender Transit
Es ist prinzipiell auch möglich, dass der Merkur genau am Sonnenrand entlangzieht. Ein solcher Transit wird als streifender Transit bezeichnet. Insgesamt sind 2,8 % aller Merkurtransite streifend, über eine Zeitspanne von einer halben Million Jahre gerechnet.
Beim streifenden Merkurdurchgang am 15. November 1999 wanderte der Merkur für manche Gebiete der Erde vollständig, für andere nur teilweise an der Sonne vorbei. Der vorletzte derartige Transit fand am 22. Oktober 1559 statt. Der nächste Merkurtransit, bei dem Merkur für Beobachter in manchen Gebieten nur zum Teil vor die Sonne tritt, in anderen allerdings vollständig, wird erst wieder am 11. Mai 2391 stattfinden. Streifende Transite dieses Typs haben einen Anteil von etwa 1,1 Prozent an allen Merkurdurchläufen.
Darüber hinaus ist es möglich, dass ein Merkurdurchgang von manchen Gebieten der Erde aus als partieller Durchgang sichtbar ist, während der Planet für Beobachter in anderen Teilen der Welt am Sonnenrand vorbeizieht und somit nicht beobachtbar ist. Ein derartiger Transit trat zuletzt am 11. Mai 1937 ein. Das vorletzte Ereignis dieser Art war am 21. Oktober 1342. Der nächste Merkurdurchgang, der für Beobachter in manchen Teilen der Erde als partieller Durchgang zu sehen sein wird, während in anderen Teilen der Welt Merkur knapp an der Sonne vorbeizieht, wird erst am 13. Mai 2608 eintreten. Über eine halbe Million Jahre gerechnet kommen streifende Transite dieses Typs mit einem Anteil von 1,7 % aller Merkurdurchgänge etwas häufiger vor als die des anderen Typs.

### Simultane Transite
| Datum             | Typ        |
| ----------------- | ---------- |
| 5. Juli 6757      | partiell   |
| 4. August 9361    | ringförmig |
| 4. Februar 9622   | ringförmig |
| 11. August 9966   | total      |
| 20. August 10663  | total      |
| 25. August 11268  | total      |
| 28. Februar 11575 | ringförmig |
| 20. April 15790   | ringförmig |

Da Venus und Merkur verschiedene Knotenlängen besitzen, ist ein simultanes Auftreten von Merkur- und Venustransit in unserer Epoche nicht möglich. Derzeit sind die Bahnknoten von Merkur und Venus etwa 28 Grad voneinander entfernt. Allerdings wandern die Bahnknotenlinien von Merkur und Venus nicht gleich schnell. Die Bahnknotenlinie von Merkur bewegt sich mit einer Veränderung von 1,2 Grad pro Jahrhundert etwas schneller als die der Venus, die um etwa 0,9 Grad pro Jahrhundert wandert. Im Laufe der nächsten Jahrhunderte nähern sich so die Knoten der Merkurbahn denen der Venusbahn immer weiter an, sodass in etwa 10.000 Jahren ein Doppeltransit möglich wäre. Die Astronomen Jean Meeus aus Belgien und Aldo Vitagliano von der Universität Neapel Federico II in Italien berechneten, dass der nächste simultane Transit von Merkur und Venus erst im Jahr 69.163 auftreten wird. Der darauf folgende wird erst 224.508 stattfinden. In ähnlichen Berechnungen bezogen auf die vergangenen Jahrtausende fanden sie zudem heraus, dass es in den letzten 280.000 Jahren keinen gleichzeitigen Durchgang der Planeten vor der Sonne gab.
Das gleichzeitige Auftreten einer Sonnenfinsternis und eines Merkurdurchganges ist aufgrund der sich schneller bewegenden Mondknoten theoretisch früher möglich. Aufgrund der Seltenheit beider Ereignisse ist ein solches Ereignis allerdings äußerst selten; es wird erst am 5. Juli 6757 eintreten und im Süden des Pazifiks zu sehen sein. Bei dieser Sonnenfinsternis handelt es sich aber nur um eine partielle. Am 20. Juli 8059 wird ein Merkurtransit hingegen gleichzeitig mit einer ringförmigen Finsternis auftreten. Der nächste Merkurtransit, der simultan mit einer totalen Sonnenfinsternis auftritt, wird erst am 11. August 9966 stattfinden.

## Beobachtung

### Allgemeine Hinweise

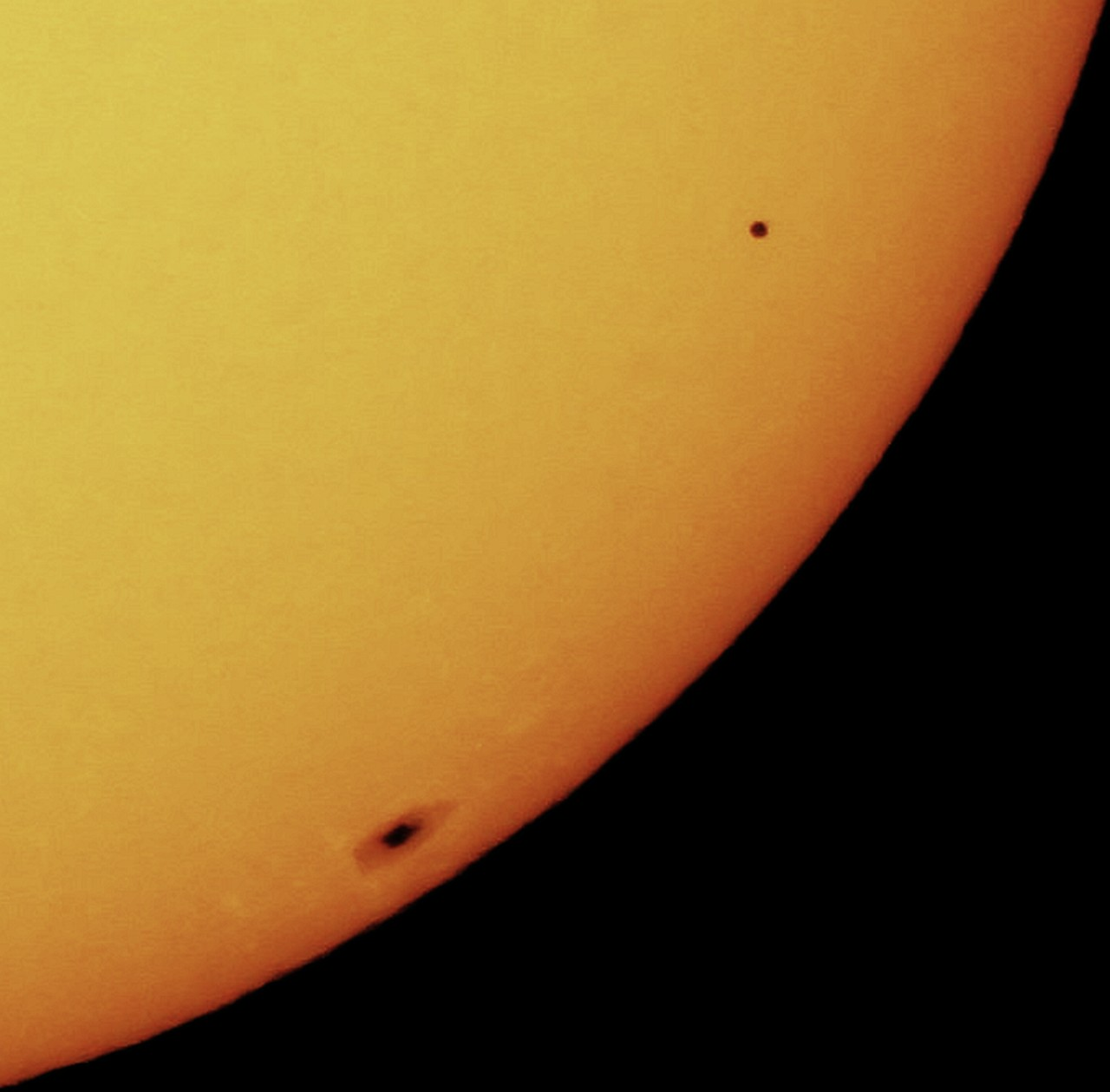
Merkurtransit vom 8. November 2006 (Merkur oben rechts, unten ein Sonnenfleck)

Beobachtungen der Sonne oder eines Planetentransits mit bloßem Auge oder mit selbstgebauten Filtern kann dauerhafte Schäden am Auge bis hin zu Erblindung herbeiführen. Bei Eigenbaufiltern aus ungeprüften Materialien besteht keine Sicherheit, dass schädliche, aber unsichtbare Ultraviolett- und Infrarotanteile des Sonnenlichtes ausgefiltert werden. Insbesondere darf man nie mit einem Fernglas oder Fernrohr ohne optische Sonnenfilter in die Sonne schauen, da die optische Bündelung des Sonnenlichts unmittelbar zu schwersten Augenverletzungen führen kann.
Ein Merkurtransit lässt sich ohne optische Vergrößerung nicht mit einer Sonnenfinsternisbrille oder Ähnlichem beobachten, da der Merkur mit einer scheinbaren Größe von durchschnittlich 11 Bogensekunden (etwa 175-mal kleiner als der scheinbare Durchmesser der Sonne) zu klein ist, um ohne Vergrößerung erkannt zu werden. Die NASA empfiehlt daher ein Teleskop mit einer 50- bis 100-fachen Vergrößerung. Allerdings muss dieses Teleskop mit einem speziellen Sonnenfilter ausgestattet sein, der vor dem Objektiv, nicht aber hinter dem Okular befestigt ist, da dort die Hitze zu groß wäre. Am einfachsten ist es, Sonnenbeobachtungen durch Okularprojektion des Sonnenbildes auf weißes Papier durchzuführen. Dabei richtet man das Teleskop anhand seines Schattens auf die Sonne aus und hält ein Blatt Papier in 10–30 cm Abstand hinter das Okular. Die Sonne erscheint als helle kreisförmige Fläche und wird durch Drehen des Okulars scharfgestellt. Merkur wandert dann als kleines dunkles Scheibchen im Laufe von Stunden über die Fläche hinweg. Dabei sollten Okulare mit nicht verkitteten Linsen verwendet werden, da durch die hohe Leistungsdichte der gebündelten Sonnenstrahlen der Kitt so stark aufgeheizt werden kann, dass das Okular beschädigt wird.
Die letzten Merkurdurchgänge wurden zudem von mehreren Websites per Webcam übertragen, darunter war 2003 auch die Europäische Südsternwarte.

### Merkurtransit-Termine von 1950 bis 2100
Das Verhältnis der Umlaufzeiten um die Sonne zwischen Erde und Merkur beträgt näherungsweise 54:13, in etwas schlechterer Näherung 137:33 und in guter Näherung 191:46, siehe Merkurpositionen. Das heißt, dass nach 13, 33 oder 46 Jahren die Konstellation ungefähr wieder dieselbe ist und sich deshalb Mai- und Novembertransite oft nach einer solchen Zahl an Jahren wiederholen, wobei 46 natürlich die Summe aus 13 und 33 ist. Eine sehr ungenaue Näherung ist das Verhältnis 29:7, eine noch schlechtere ist 25:6.
Zwischen zwei aufeinanderfolgenden der häufigeren Novembertransite liegen oft 13 Jahre, es können jedoch auch 7 Jahre und, im Einzelfall (1993–1999), nur 6 Jahre sein. Zwischen zwei benachbarten der selteneren Maitransite liegen immer 13 oder 33 Jahre., im seltenen Fall (1937 bis 1957) sind es 20 Jahre. 
| Datum des mittleren Transits | Zeit (UTC) | Zeit (UTC) | Zeit (UTC) | Jahre seit dem letzten/ vorletzten/drittletzten Transit | Jahre seit dem letzten/ vorletzten/drittletzten Transit | Jahre seit dem letzten/ vorletzten/drittletzten Transit |
| Datum des mittleren Transits | Beginn     | Mitte      | Ende       | insg.                                                   | Mai                                                     | Nov.                                                    |
| ---------------------------- | ---------- | ---------- | ---------- | ------------------------------------------------------- | ------------------------------------------------------- | ------------------------------------------------------- |
| 14. November 1953            | 15:37      | 16:54      | 18:11      |                                                         |                                                         |                                                         |
| 6. Mai 1957                  | 23:59      | 01:14      | 02:30      | 3,5                                                     | 20/33/66                                                |                                                         |
| 7. November 1960             | 14:34      | 16:53      | 19:12      | 3,5                                                     |                                                         | 7                                                       |
| 9. Mai 1970                  | 04:19      | 08:16      | 12:13      | 9,5                                                     | 13/33/46                                                |                                                         |
| 10. November 1973            | 07:47      | 10:32      | 13:17      | 3,5                                                     |                                                         | 13/20                                                   |
| 13. November 1986            | 01:43      | 04:07      | 06:31      | 13                                                      |                                                         | 13/26/33                                                |
| 6. November 1993             | 03:06      | 03:57      | 04:47      | 7                                                       |                                                         | 7/20/33                                                 |
| 15. November 1999            | 21:15      | 21:41      | 22:07      | 6                                                       |                                                         | 6/13/26                                                 |
| 7. Mai 2003                  | 05:13      | 07:52      | 10:32      | 3,5                                                     | 33/46/79                                                |                                                         |
| 8. November 2006             | 19:12      | 21:41      | 00:10      | 3,5                                                     |                                                         | 7/13/20                                                 |
| 9. Mai 2016                  | 11:12      | 14:57      | 18:42      | 9,5                                                     | 13/46/59                                                |                                                         |
| 11. November 2019            | 12:35      | 15:20      | 18:04      | 3,5                                                     |                                                         | 13/20/26                                                |
| 13. November 2032            | 06:41      | 08:54      | 11:07      | 13                                                      |                                                         | 13/26/33                                                |
| 7. November 2039             | 07:17      | 08:46      | 10:15      | 7                                                       |                                                         | 7/20/33                                                 |
| 7. Mai 2049                  | 11:04      | 14:24      | 17:45      | 9,5                                                     | 33/46/79                                                |                                                         |
| 9. November 2052             | 23:53      | 02:29      | 05:06      | 3,5                                                     |                                                         | 13/26/33                                                |
| 10. Mai 2062                 | 18:16      | 21:36      | 00:57      | 9,5                                                     | 13/46/59                                                |                                                         |
| 11. November 2065            | 17:24      | 20:06      | 22:48      | 3,5                                                     |                                                         | 13/26/33                                                |
| 14. November 2078            | 11:42      | 13:41      | 15:39      | 13                                                      |                                                         | 13/26/39                                                |
| 7. November 2085             | 11:42      | 13:34      | 15:26      | 7                                                       |                                                         | 7/20/33                                                 |
| 8. Mai 2095                  | 17:20      | 21:05      | 00:50      | 9,5                                                     | 33/46/59                                                |                                                         |
| 10. November 2098            | 04:35      | 07:16      | 09:57      | 3,5                                                     |                                                         | 13/20/33                                                |

### Periodizität über längere Zeitintervalle
Nimmt man den partiellen Venustransit vom Mai 1937 heraus, so folgen von 1924 über 1957, 1970, 2003, 2016, 2049, 2062, 2095, 2108, 2141, 2154 bis 2187 immer abwechselnd die Merkurtransite im Mai nach 13 und dann nach 33 Jahren; erst der nach diesem Schema zu erwartende Transit im Mai 2200 bleibt aus, während im Jahr 2220 wieder einer stattfindet. In die andere Richtung gesehen, wurde 1911 ein Transit verfehlt, es hatte indes zuvor im Jahr 1891 ein Maitransit stattgefunden.
Bei den Novembertransiten finden sich solche Reihen in deutlich länger, etwa von 1743 über 1776, 1789, 1822, 1835, 1868, 1881, 1914, 1927, 1960, 1973, 2006, 2019, 2052, 2065, 2098, 2111, 2144, 2157, 2190, 2203, 2236, 2249, 2282, 2295, 2328, 2341, 2374, 2387 bis 2420. Diese Reihe lässt sich nicht fortsetzen, da in den Jahren 1730 und 2433 Transite verfehlt wurden/werden.
Eine weitere, im gemeinsamen Zeitintervall zur Hälfte mit der letztgenannten übereinstimmende solche Reihe findet sich von 1960 über 1993, 2006, 2039, 2052, 2085, 2098, 2131, 2144, 2177, 2190, 2223, 2236, 2269, 2282, 2315, 2328, 2361, 2374, 2407, 2420, 2453, 2466, 2499, 2512, 2545, 2558, 2591, 2604 bis zum Jahr 2637. Sie lässt sich ebenfalls nicht fortsetzen, da 1947 und 2650 kein Transit stattgefunden hat bzw. stattfinden wird!
Zieht man beide Reihen zusammen, so entdeckt man, dass von 1960 bis 2420 sich stets im Abstand von abwechselnd 13, 20 und 13 Jahren Novembertransite finden. 
Zusätzlich zu dieser Reihe finden wir in der obigen Tabelle Novembertransite in den Jahren 1953, 1986, 1999, 2032 und 2078. Abgesehen von einem ausbleibenden Transit im Jahr 2045 liegen auch diese im Abstand von abwechselnd 33 und 13 Jahren. Sie endet im 21. Jahrhundert nachhaltig, da auch im Jahr 2091 kein Transit erfolgen wird. Andererseits lässt sie sich über 1940, 1907, 1894, 1861, 1848, 1815, 1802, 1769, 1756, 1723, 1710, 1677, 1664, 1631, 1618, 1585, 1572, 1539, 1526, 1493, 1480, 1447, 1434, 1401, 1388, 1355, 1342 (partiell) bis genau 1309 zurückverfolgen, da erst 1296 ein Transit verfehlt wird. Allerdings handelte es sich im Spätmittelalter noch um Oktobertransite.